# Evangelisch-Lutherse kerk ('s-Hertogenbosch)
Evangelisch-Lutherse kerk of Waalse kerk is een kerkgebouw in de Verwersstraat in de binnenstad van 's-Hertogenbosch. Het gebouw is tegenwoordig een Rijksmonument.

## Geschiedenis
De kerk werd als Waalse kerk gebouwd in 1847. Op de betreffende plek had voordien ook een kerk gestaan. De architect van de kerk, A. van Veggel, ontwierp de kerk in een neogotische stijl. 
In 1958 verhuisde de Waalse geloofsgemeenschap naar De Nieuwe Kerk aan de Zuiderparkweg. Het kerkgebouw werd overgenomen door de Evangelisch-Lutherse gemeente. Tot en met 2004 werd de kerk gebruikt voor kerkdiensten. Eind 2008 werd deze overgedragen aan NV Monumenten Fonds Brabant. Sindsdien wordt het gebouw gebruikt voor diverse culturele activiteiten.

## Architectuur
Oorspronkelijk was de gevel versierd door pinakels, maar deze zijn rond 1890 verwijderd toen ze een gevaar werden voor de voorbijgangers. De kerk heeft een karakteristiek interieur met lichte wanden en hoge vensters en donkere houten kerkbanken met gietijzeren ornamenten. 